# Witalina Kowal

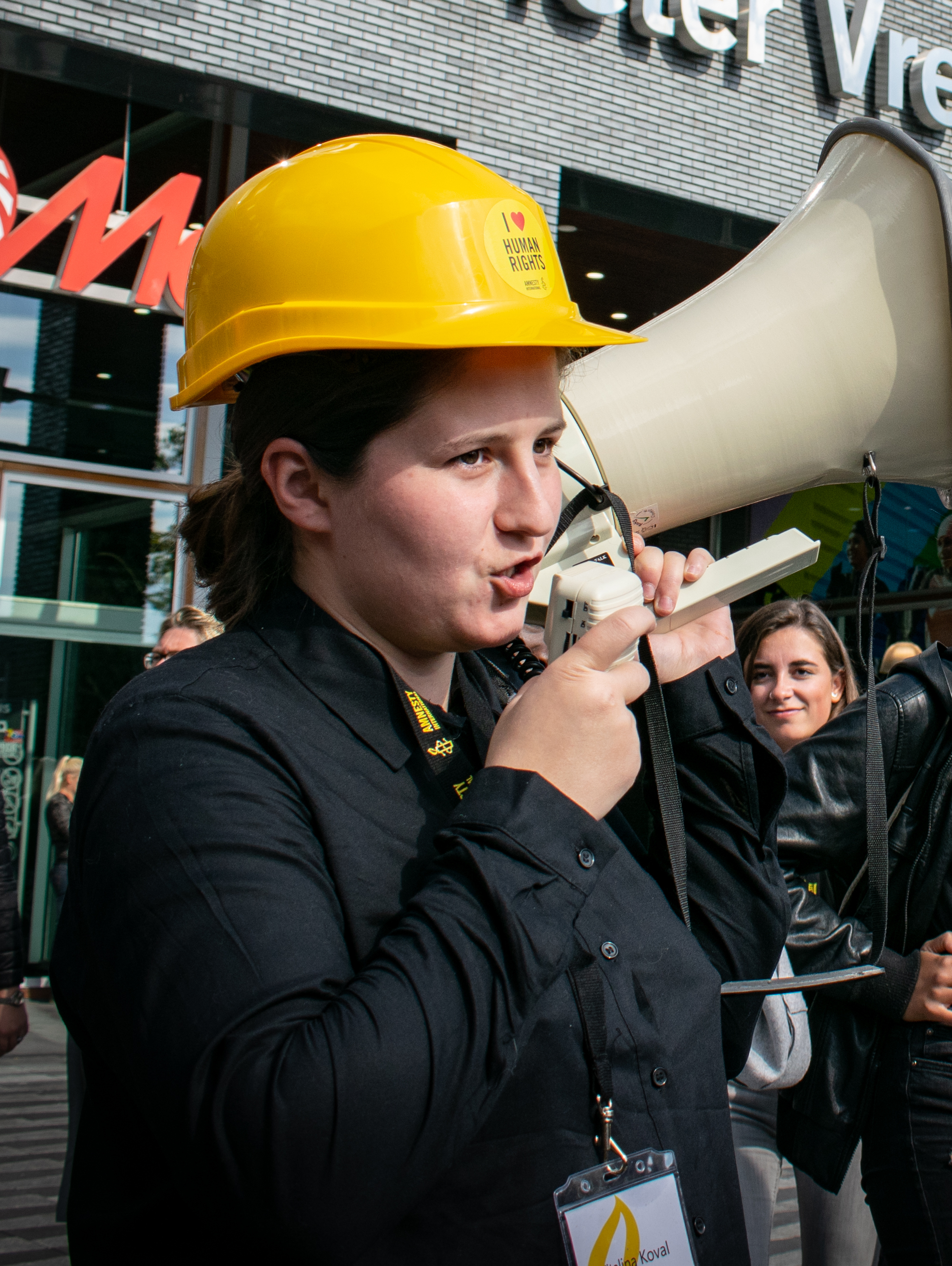
Witalina Kowal während einer Aktion von Amnesty International 2018

Witalina Kowal (Віталіна Коваль, geb. 1990 in Uschhorod) ist eine ukrainische LGBTIQ und Frauenrechtsaktivistin.

## Leben
Kowal ist offen lesbisch und arbeitet bei der Koordination eines Gemeindezentrums für LGBTIQ-Personen mit. Sie ist auf verschiedenen Social Media Seiten aktiv, wie zum Beispiel Facebook, Instagram und Twitter.

## Aktivismus
Witalina Koval hat beim Aufbau eines Gemeindezentrums für LGBTIQ-Personen mitgearbeitet.
Im März 2017 wurde sie im Rahmen einer Demonstration zum Internationalen Frauentag von rund zwölf Männern angegriffen und beschimpft.
Am 8. März 2018 nahm sie erneut an der Frauentagsdemonstration in Uschgorod teil. Obwohl die Polizei den Schutz der Protestierenden versprach, wurde sie erneut angegriffen. Gegen Ende der Veranstaltung warfen Mitglieder der rechtsradikalen Gruppe Karpatska Sich Witalina mit roter Farbe. Sie erlitt chemische Verbrennungen an den Augen, trug aber keine bleibenden Schäden davon. Nach dem Krankenhausaufenthalt ging Vitalina Koval zur Polizei, wobei die Angreifer bei der Angabe ihrer persönlichen Daten (u. a. Wohnadresse) anwesend und in Hörweite waren. In den folgenden Wochen wurden sie und ihre Freundinnen belästigt und verfolgt.
Amnesty International verurteilte den Angriff scharf und forderte die Klassifizierung dieser Taten als Hassverbrechen. Außerdem verurteilte Amnesty International die unterlassene Hilfeleistung von Seiten der Polizei und sprach sich für eine Änderung der Richtlinien aus, die das Verhalten der Polizei bei Demonstrationen regelt.